# Fineza Teta
Fineza Teta (Luanda, 26 de Dezembro de 1977), também conhecida como Fitsy, é uma artista plástica angolana reconhecida por seus retratos multicoloridos. Ela foi membro da  Comissão Nacional de Angola para diversas exposições dentro e fora do país. Foi também a primeira mulher a receber a distinção do grande prémio de pintura Ensa-Arte, 2014.

## Biografia
O interesse pelas artes começou na infância da artista por influência da mãe, costureira, e chegou a considerar estudar Moda, mas foi na faculdade de artes que Fineza desenvolveu suas tendências artísticas. Com um pai enfermeiro, durante a escola, ela começou por estudar Ciências Biológicas, mas no final do curso seu irmão descobriu a existência da Escola de Artes, onde a matriculou em apoio a suas tendências artísticas.
Fineza iniciou sua formação em Lunda, mas se licenciou em Artes Visuais e Design na África do Sul e estudou no Instituto Nacional de Formação Artística e Cultural (INFAC), actualmente Escola Nacional de Artes Plásticas.
Ela começou a sobressair no mundo das artes em 2014, quando conquistou o Primeiro Grande Prémio Pintura na XII Edição do ENSA ARTE 2014, evento que decorreu no CCP/Camões, I.P. Ao ganhar este Prémio, ela fez história, tornando-se a primeira mulher a chegar nesta elevada distinção em mais de duas décadas de existência do concurso.
Fineza também já recebeu menção honrosa da Fundação Irida, em 2004, na Rússia, pela exposição“Primavera” e Ensa-Arte, em 1998, pela obra intitulada O Casamento. Participou ainda em diversas exposições de prestígio como a Expo Saragoça 2007, Expo Shanghai 2010, Expo Coreia 2012, Expo Milão 2015, entre outras.
Em 2021, ela é homenageada em Luanda com um diploma de mérito pela sua contribuição para o desenvolvimento das artes no país, no prémio Angola 35 Graus. No mesmo ano, ela expõe 11 obras e uma grande instalação na Expo Dubai, em uma exposição intitulada "Introversão Tchokwé”, sobre o respeito e reconhecimento da cultura Lunda Tchokwé.

## Prêmios e reconhecimentos
Alguns de seus prêmios e reconhecimentos são:
- 1998: Menção Honrosa do Prémio Ensa-Arte
- 2000: Troféu de teatro na igreja, na África do Sul
- 2006: Prémio Juventude Ensa-Arte
- 2014: Primeiro grande prémio em pintura Ensa-Arte